# Micromorphe chalcostoma
Micromorphe chalcostoma är en fjärilsart som beskrevs av Collenette 1932. Micromorphe chalcostoma ingår i släktet Micromorphe och familjen tofsspinnare. Inga underarter finns listade i Catalogue of Life.